# LL Pegasi
CRL 3068 / AFGL 3068 / LL Pegasi ist ein von einem spiralförmigen Nebel umgebenes Doppelsternsystem im Sternbild Pegasus. Die beiden Sterne wurden durch Beobachtungen des Keck-Observatoriums ermittelt. Ihr scheinbarer Abstand beträgt 0,11″. Als Ursache für die Spiralstruktur wird die Materieemission eines der beiden Sterne (ein Kohlenstoffstern) angenommen, die durch das gegenseitige Umkreisen moduliert wird. Anhand des Spiralabstands und der Ausströmgeschwindigkeit wurde eine Umlaufzeit von 710 Jahren errechnet.
Da beide Sterne durch eine nur im Infraroten durchlässige Staubwolke verdeckt werden und bei der Erstellung des IRAS-Verzeichnis aufgrund des geringen Abstandes nicht separiert werden konnten, sind sie dort mit einer gemeinsamen Bezeichnung und Position geführt.

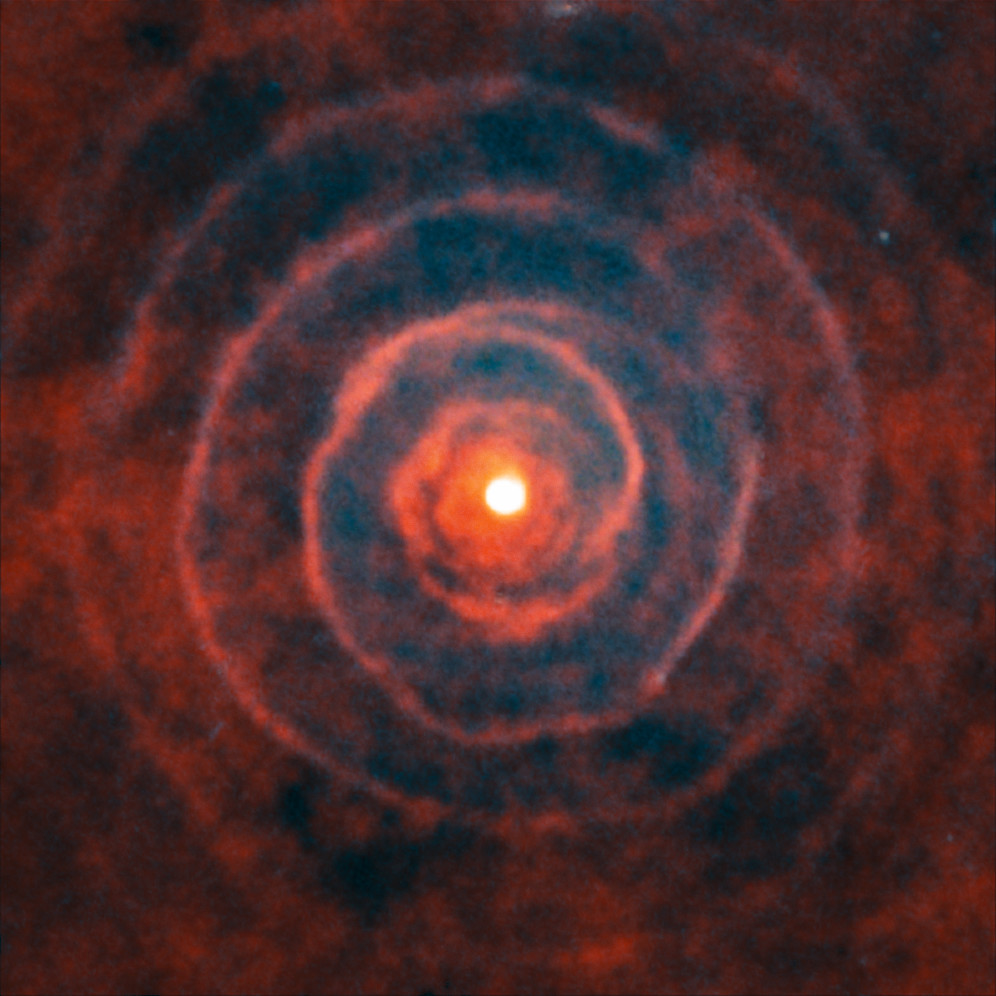
Spiralstruktur von LL Pegasi. Zusammengesetzte Aufnahme von Hubble und ALMA.